# 3號國道 (南非)
3號國道（N3）是南非一條幹線公路，自最大城市約翰尼斯堡開始，途徑傑米斯頓 、海德堡、哈里史密斯、雷地史密斯、埃斯特科特、彼得马里茨堡至印度洋岸港市德班止。全長569公里。3號國道許多路段為收費公路。